# Fontanelle (Arce)
Fontanelle è una frazione che si estende per diversi chilometri nel territorio di Arce, comune della provincia di Frosinone.

## Geografia fisica
La frazione si estende per circa 232 ettari e si trova a pochi passi dal comune di Arce.
Confina ad Ovest con il comune di Rocca d'Arce mentre ad Est con il comune di Fontana Liri.
Secondo la Classificazione dei climi di Köppen il territorio di Arce appartiene alla fascia "Csa", ossia al clima temperato delle medie latitudini, con estate calda.
La frazione è a sua volta costituita da altri piccoli nuclei territoriali: Torti e Vallefredda.

## Storia e Archeologia
Breve racconto di Fontanelle tratto da un testo a cura di Ferdinando Corradini:

## Galleria d'immagini

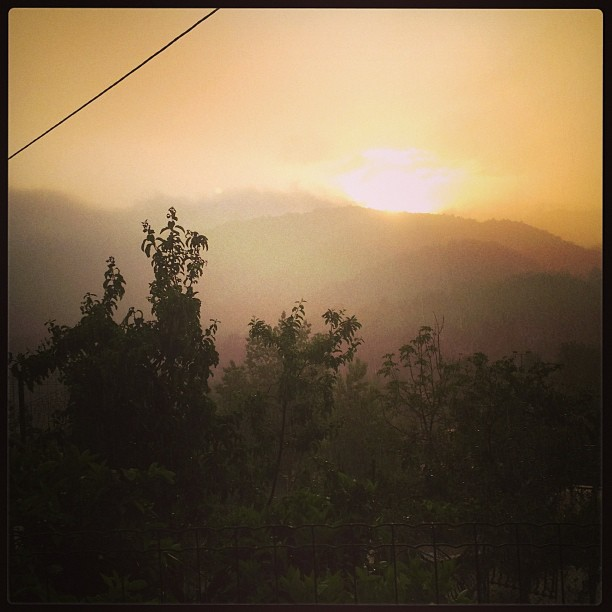
Fontanelle, Maggio 2013
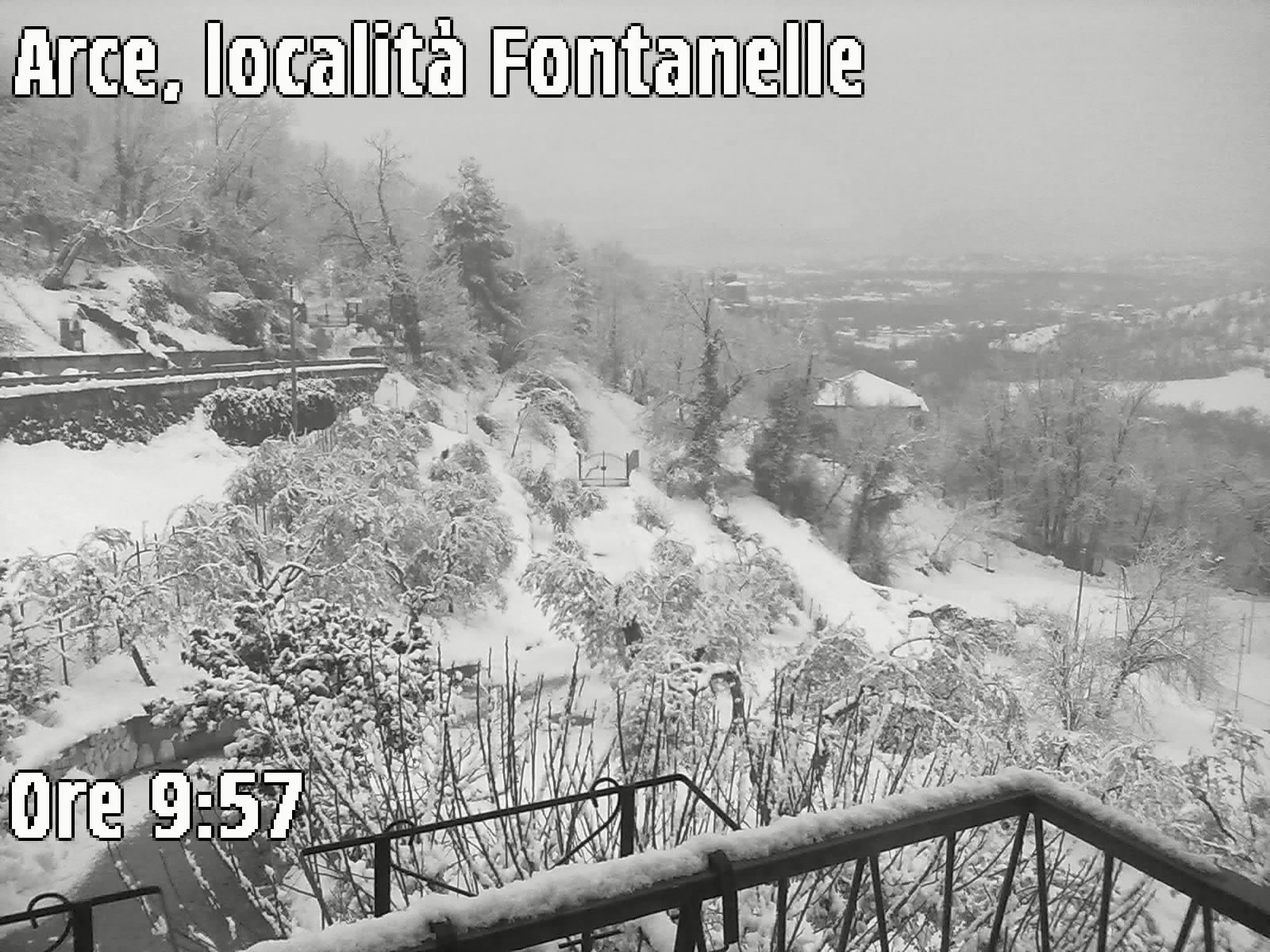
Contrada Fontanelle in occasione delle intense nevicate del 2012 (10 febbraio 2012)
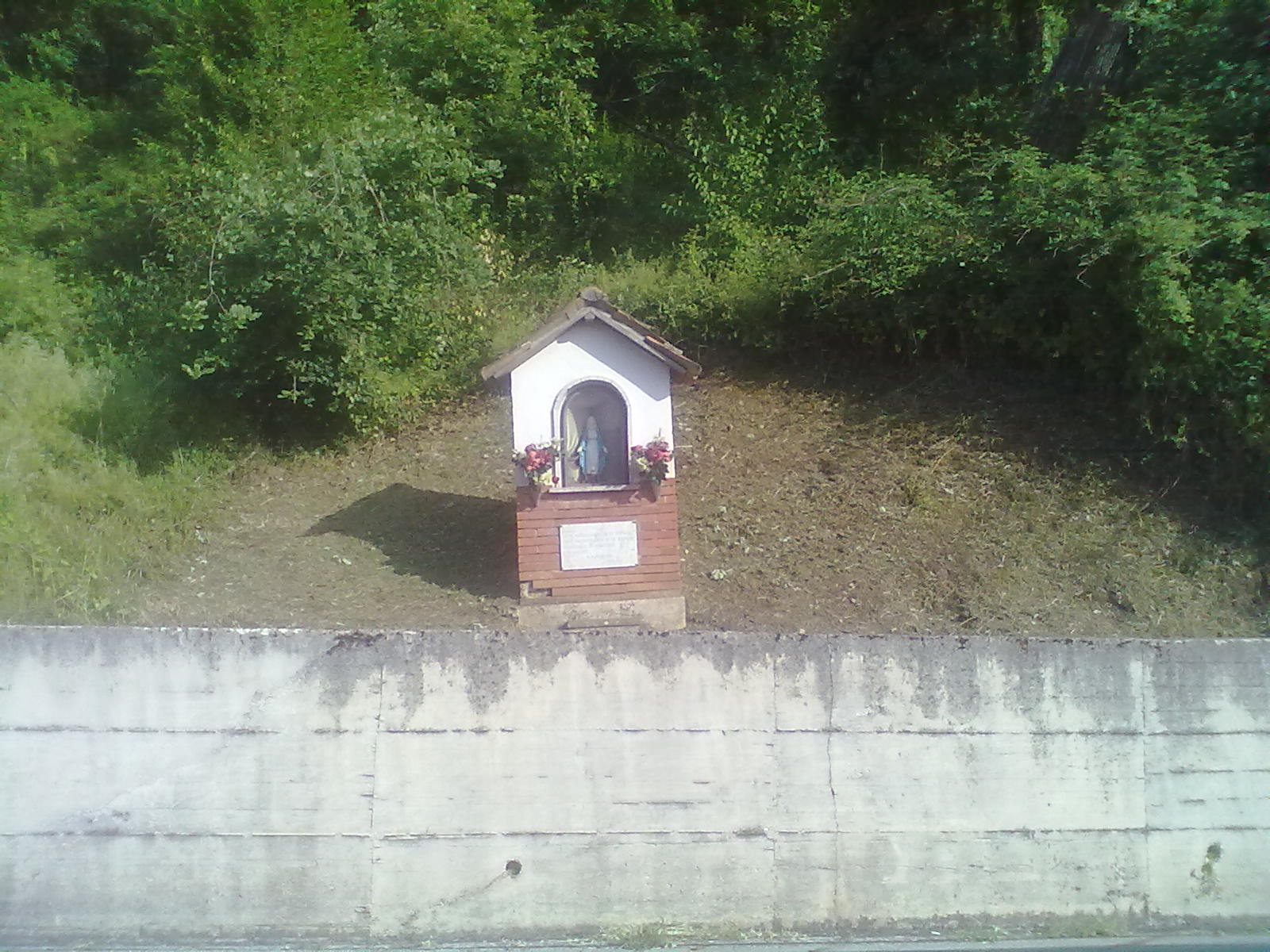
Cappella, via Fontanelle